# Kavitáció

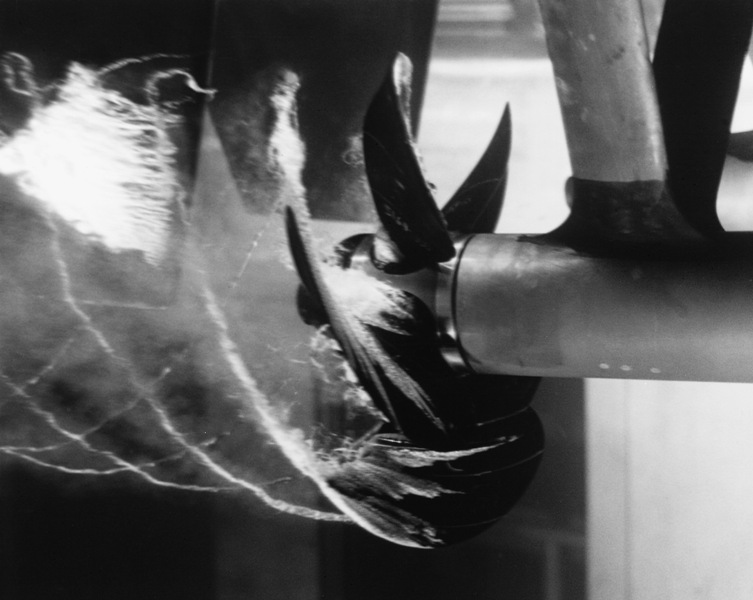
Kavitáló hajócsavar modellje egy kísérleti berendezésben

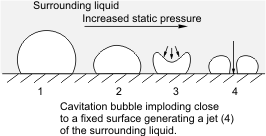
Nagysebességű folyadéksugár ütése nyugvó felületre

A kavitáció fizikai jelenség, mely akkor következik be, ha egy anyag a nyomás esése következtében folyadék fázisból hirtelen gáz fázisba megy át. Ha a folyadék sebessége hirtelen megnő, akkor az energiamegmaradás törvénye (Bernoulli törvénye) értelmében a nyomása leesik. A keletkező gőzbuborék – ha az áramlás mentén olyan helyre ér, ahol a nyomás nagyobb az ottani hőmérséklethez tartozó telítettgőz-nyomásnál – hirtelen összeroskad, az egymásnak csattanó folyadékfelületek erős akusztikus lökéshullámot keltenek, ami egyrészt erős zajjal, rezgéssel, másrészt a környező szilárd testek eróziójával jár. Ilyen eset fordul elő például nem teljesen elzárt vízcsap szűk áramlási keresztmetszetében, szivattyúknál vagy hajócsavaroknál. Szivattyúk esetében ha a jelenség kiterjed az egész áramlási keresztmetszetre, a vízoszlop el is szakadhat, és a szivattyú nem képes folyadékot szállítani.
A kavitáció általában káros jelenség, áramlástani gépek, csővezetékek, hajók tervezésekor nagy figyelmet fordítanak az elkerülésére. Vannak azonban esetek, amikor a jelenséget hasznos célokra is be lehet fogni: emulziók képzéséhez, felületek ultrahangos tisztításához, kavitációs szivattyúhoz.
Hajócsavarok esetén a kavitáció hatására keletkező gőzbuborékok károsíthatják a hajócsavart, mivel a csavarszárnyakhoz csapódó buborékok anyagot ragadnak ki a hajócsavarból. A hajócsavar ezáltal kiegyensúlyozatlanná válik, a motor rázkódni kezd, a főtengely is károsodhat. A hajózásban a kavitációt a hirtelen fordulatszám-változtatás elkerülésével lehet kivédeni. Fontos időnként ellenőrizni, hogy a hajócsavar szárnyak felülete ne legyen érdes, hanem sima és éles, mert az érdes felület korábban elszenvedett kavitáció eredménye lehet.
A szuperkavitáció jelensége akkor lép fel, ha a kavitáció nem csak néhány gőzbuborékra terjed ki, hanem a folyadékban nagy sebességgel haladó testet teljes egészében gőzköpeny veszi körül. Ezt a jelenséget használják ki újabban szuperkavitációs torpedóknál. Az első szuperkavitációs torpedó, az orosz Skval rakétahajtású eszköz igen nagy sebességet ér el a víz alatt. Hátránya, hogy az erős zaj és a rakétából kiáramló gázok miatt könnyen felismerhető, és helyzete bemérhető.